# Twice in a Lifetime (1985)
Twice in a Lifetime is een Amerikaanse film uit 1985 van Bud Yorkin met in de hoofdrollen Gene Hackman, Ann-Margret en Ellen Burstyn.
De film werd goed ontvangen en genomineerd voor een Oscar in de categorie Beste Actrice in een bijrol (Amy Madigan).

## Verhaal
In een café in Seattle viert de Amerikaanse fabrieksarbeider Harry MacKenzie zijn verjaardag. MacKenzie is een nog fitte vijftiger, met een gezin en een grote passie, de Seattle Seahawks, een van de ploegen uit de American football competitie. Afgezien van de Seahawks is zijn leven voorspelbaar geworden. Zijn werk in de plaatselijke staalfabriek is routine en het vuur is langzamerhand uit zijn huwelijk verdwenen. Kortom Harry worstelt met een midlifecrisis. Die avond valt zijn oog op het barmeisje Audrey en hij flirt met haar. De flirt loopt uit de hand en tussen Audrey en Harry ontstaat een vurige verhouding. Het duurt niet lang voordat de vrouw van Harry, Kate, erachter komt en dan is het huis te klein. 
Harry en Kate hebben twee volwassen dochters, Sunny en Helen, die allebei anders reageren op de huwelijksproblemen. Sunny, die getrouwd is met de werkeloze Keith, woont samen met haar man in bij haar ouders. Ze is woest op haar vader en kan niet geloven dat Harry van plan is haar moeder te verlaten. Helen, die op het punt staat te trouwen, is meer vergevingsgezind. Ze wil haar vader niet veroordelen. Het gezin, dat druk bezig is met de voorbereidingen van het huwelijk van Helen, bezwijkt bijna onder de druk. Na een knallende ruzie met Kate, verlaat Harry het huis en huurt een flatje in de buurt. Hij is verliefd op Audrey en denkt dat een kans op echte liefde zich niet zo vaak voordoet. Misschien maar twee keer in een leven. 
Toch kan Harry zijn gezin niet zomaar opgeven. Hij gaat een gesprek aan met Sunny, maar zijn oudste dochter is onverbiddelijk, als hij vertrekt dan is het voorgoed. Helen nodigt haar vader echter uit voor de bruiloft op voorwaarde dat Audrey niet meekomt. De bruiloft wordt gevierd al vertrekt Harry direct na de ceremonie. Een ogenblik lijkt er bij hem twijfel over zijn beslissing, maar hij weet ook dat hij nooit meer terug kan naar zijn oude leven. Hij mag hopen dat hij met Audrey een tweede kans krijgt.

## Rolverdeling
| Acteur        | Personage       |
| ------------- | --------------- |
| Gene Hackman  | Harry MacKenzie |
| Ann-Margret   | Audrey          |
| Ellen Burstyn | Kate            |
| Amy Madigan   | Sunny           |
| Ally Sheedy   | Helen           |
| Brian Dennehy | Nick            |
| Stephen Lang  | Keith           |

## Achtergrond

### Productie
Aanvankelijk had de film de titel "Kisses at 50", maar regisseur Bud Yorkin vond dat te oubollig. Hij veranderde de titel in Twice in a Lifetime. Helaas hielp de veranderde titel niet toen Yorkin een studio zocht om de film te financieren en produceren. Geen enkele studio was geïnteresseerd. Om toch het geld bijeen te brengen ging Yorkin zelf naar de bank voor een lening, met zijn meerderheidsaandelen in de tv productiemaatschappij Tandem als onderpand. Hij kreeg de lening en bracht de film zelf uit. De acteurs zagen af van hun normale salaris en werkten ver onder hun marktwaarde. Volgens het commentaar van Yorkin op de DVD werd een groot deel van de film geïmproviseerd. Wat daarbij hielp was dat een deel van de filmploeg net een scheiding achter de rug had (zoals Hackman en Burstyn) of in het midden van huwelijkse problemen verkeerde (Yorkin zelf). De wereld werd geheel op locatie in Seattle opgenomen.

### Liedjes
De volgende liedjes zijn in de film te horen:
- Twice in a Lifetime (Paul McCartney)
- Sincerly (The McGuire Sisters)
- Re-in-Forcement (Michael Z.)
- Something on your mind (Mighty Joe Young)
- Smokin' violin (Gordon Terry and The Tennessee Guitars)

## Prijzen en nominaties
Gene Hackman kreeg een nominatie voor een Golden Globe in de categorie Beste acteur en Amy Madigan kregen een Academy Award-nominatie en een Golden Globe nominatie in de categorie Beste Actrice in een bijrol.